# Eutelsat 7B
Eutelsat 7B (früher Eutelsat W3D und Eutelsat 3D) ist ein kommerzieller geostationärer Kommunikationssatellit der Eutelsat. Der Satellit basiert auf der Spacebus-4000-Plattform und wurde von Thales Alenia Space gebaut.

## Missionsverlauf
Nach seinem Start am 14. Mai 2013 wurde der Satellit auf 3° Ost positioniert, um Eutelsat 3C für eine neue Verwendung frei machen. Eutelsat 3D versorgte Europa, Nordafrika und den Nahen Osten mit digitalen TV- und Radioprogrammen im Satellitendirektempfang.
Nachdem der später gestartete Eutelsat 3B am 5. Juli 2014 den Verkehr von Eutelsat 3D übernommen hatte, wurde dieser auf die neue Position 7° Ost verschoben, um Eutelsat 7A zu unterstützen. Dort erhielt der Satellit die neue Bezeichnung Eutelsat 7B.